# Le Sport du Sud-Ouest

Une du Sport du Sud-Ouest

Le Sport du Sud-Ouest est un journal hippique fondé à Bordeaux en 1891.
Jusqu'en 1965 Georges de Castelmur en fut le propriétaire.
En décembre 1965 Andrée Lamothe (épouse Le Maire) devint la nouvelle directrice gérante.

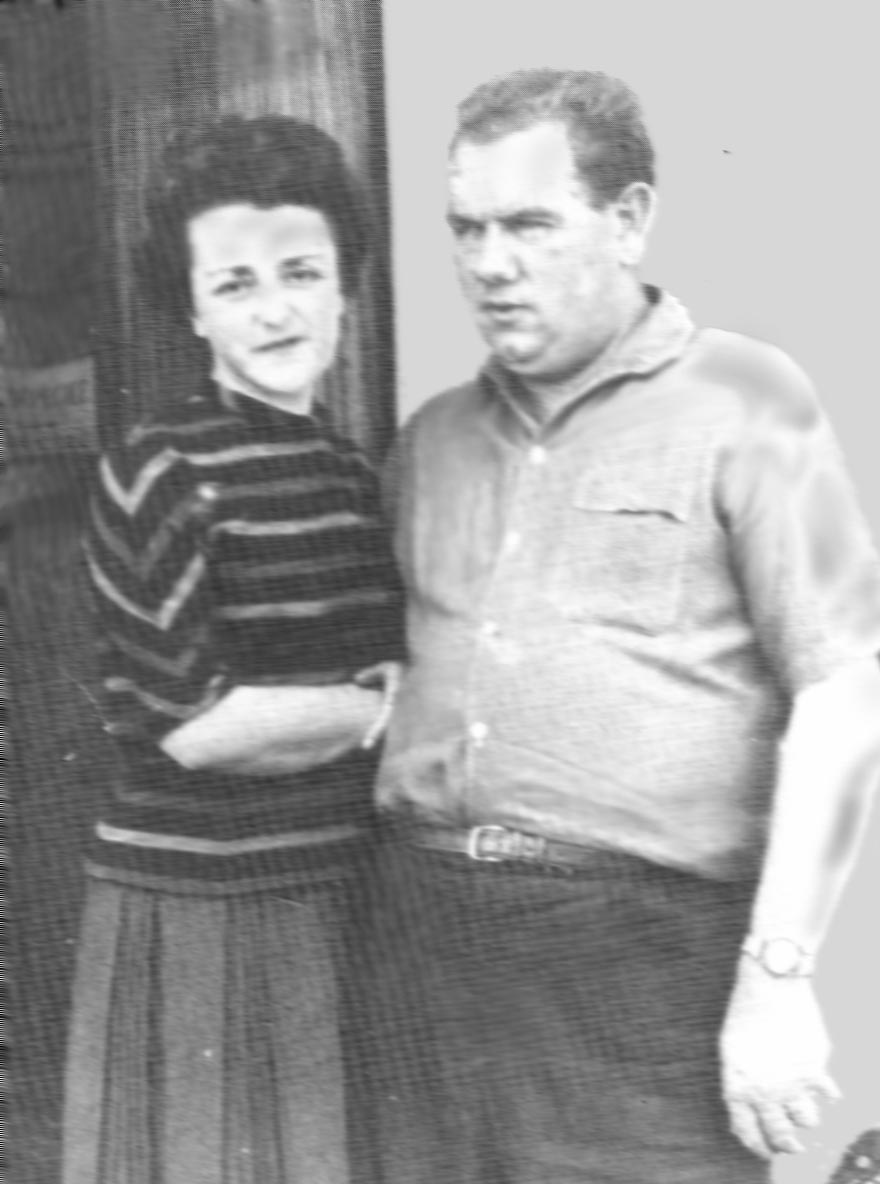
Andrée et Jean Le Maire

Avec l'aide de son mari Jean Le Maire (chroniqueur hippique à La Dépêche du Midi) et de son fils ainé Jean-Claude Le Maire, elle rapatria l'impression du journal (qui se faisait jusque-là à Bordeaux) dans les locaux de Muret où ils avaient implanté un atelier d'impression offset.
L'équipe du journal composée de deux journalistes bordelais, Guichard et Migaud, se renforça bientôt des autres enfants de la famille et de leurs conjoints Rosemarie Le Maire-Schaerer, Anne Marie Le Maire- Guy Girard, Jacques Le Maire Anne Milani.
En quelques années, sous l'impulsion de Jean Le Maire, l'hebdomadaire accompagna le développement des courses hippiques dans le grand Sud-Ouest dans un périmètre délimité par Biarritz, La Rochelle, Limoges, Carcassonne, Bagnères de Luchon; il devint la référence dans les meetings de Pau, Biarritz, Toulouse, Beaumont de Lomagne, Bordeaux, Mont de Marsan...

## Sources
- Les courses de chevaux en France (1651-1890) / Cte G. de Contades 1892